# Mamoru Mōri
Mamoru Mōri (jap. 毛利 衛, Mōri Mamoru; * 29. Januar 1948 in Yoichi, Hokkaidō, Japan; in den USA bekannt als Mamoru „Mark“ Mohri) ist ein ehemaliger japanischer Astronaut. Er war Teilnehmer zweier Space-Shuttle-Missionen der NASA.
Mōri wurde auf Japans Nordinsel Hokkaidō geboren, ist mit der von der gleichen Insel stammenden Akiko Naka verheiratet und hat drei Kinder.
Mōri studierte an der Universität Hokkaidō Chemie und erwarb 1970 einen Bachelor sowie zwei Jahre später einen Master. Danach ging er nach Australien und absolvierte bis 1976 ein Doktorat in Chemie an der Flinders University in Adelaide. Bis 1985 arbeitete er ein Jahrzehnt lang wieder an der Universität Hokkaidō: er forschte und lehrte an der Kerntechnischen Fakultät, brachte es bis zum außerordentlichen Professor und arbeitete auf den Gebieten Oberflächenchemie, Hochenergiephysik und der Halbleiterentwicklung.
Mōri wurde im August 1985 von der damaligen japanischen Raumfahrtagentur NASDA als Nutzlastspezialist ausgewählt. Zusammen mit Takao Doi und Chiaki Mukai bereitete er sich für den ersten Spacelab-Flug unter japanischer Federführung vor. Die Spacelab-J-Mission sollte ganz im Zeichen der Werkstoffforschung stehen und trug deshalb auch die Bezeichnung „First Materials Processing Test“ (FMPT).
Mōri wurde 1990 zum Teilnehmer der Mission STS-47 berufen, mit der er 1992 erstmals ins All flog. Durch seine Auftritte als Lehrer im „Weltraumklassenzimmer“ während der Mission kam er zu großer nationaler Bekanntheit. 2000 nahm Mōri als leitender Nutzlastspezialist an der Mission STS-99 teil. 
Derzeit ist Mōri Leiter des Zukunftsmuseums Miraikan in Tokio.